# Achterhoek (Overijssel)
Achterhoek (Nedersaksisch: Achterhook) is een buurtschap in de gemeente Hof van Twente in de Nederlandse provincie Overijssel. Het ligt in het westen van de gemeente, een kilometer ten noordwesten van Markelo, dicht bij de buurtschap Pothoek.
Hoofdplaats: Goor      Stadjes: Delden · Diepenheim

Dorpen: Bentelo · Hengevelde · Markelo

Buurtschappen: Achterhoek · Azelo (deels) · Beusbergen · De Ha · Deldenerbroek (deels) · Deldeneresch · Dijkerhoek · Elsen · Elsenerbroek · Herike · Kerspel Goor · Markelosebroek · Markvelde · Pothoek · Schoolbuurt · Stokkum · Wiene · Zeldam

Voormalige gemeenten: Diepenheim · Goor · Markelo · Delden (Stad · Ambt)

Overijssel · Steden en dorpen in Overijssel      Nederland · Provincies · Gemeenten